# Austin Swift
Austin Kingsley Swift (sinh ngày 11 tháng 3 năm 1992) là một nam đạo diễn kiêm diễn viên người Mỹ. Anh còn được biết đến với vai trò là em trai ruột của nữ ca sĩ nhạc đồng quê người Mỹ Taylor Swift. Anh từng là đạo diễn kiêm diễn viên cho một số phim như  Live by Night (2016), I.T. (2016), Cover Versions (2018) và I Am Mortal (2021).

## Đầu đời
Austin Kingsley Swift sinh ngày 11 tháng 3 năm 1992, tại Bệnh viện Reading ở thị trấn West Reading, Pennsylvania, nước Mỹ. Cha anh, Scott Kingsley Swift, là cố vấn tài chính tại Merrill Lynch và mẹ anh, Andrea Gardner Swift là một bà nội trợ (trước đó là giám đốc tiếp thị). Chị gái của anh, Taylor Swift, là một ca sĩ kiêm nhạc sĩ người Mỹ.

## Cuộc đời và sự nghiệp
Trong khi đang theo học tại Đại học Notre Dame, anh đã có cơ hội tham gia một số vai diễn trong các bộ phim như Dead Man's Cell Phone và Six Characters (Search of an Author). Chỉ một năm sau khi tốt nghiệp vào năm 2015, anh đã cho ra mắt bộ phim của mình vào năm 2016 có tựa đề I.T với sự tham gia của Pierce Brosnan. Ngoài ra anh cũng đã xuất hiện trong Live by Night, bộ phim chính trị Embeds của Megyn Kelly và Phiên bản bìa của Todd Berger.
Năm 2019, anh đóng vai chính trong bộ phim độc lập Braking for Whales, có tựa ban đầu là Whaling, được viết bởi Tammin Sursok và chồng của cô là ông Sean McEwen. Ngoài ra anh còn góp mặt trong bộ phim kinh dị We Summon the Darkness, do Marc Meyers đạo diễn.

## Sự nghiệp diễn xuất

### Phim điện ảnh
| Năm  | Phim tham gia          | Vai diễn   | Ghi chú       |
| ---- | ---------------------- | ---------- | ------------- |
| 2016 | I.T.                   | Lance      |               |
| 2016 | Live by Night          | Mayweather |               |
| 2018 | Cover Versions         | Kirk       |               |
| 2019 | Braking for Whales     | J.T.       |               |
| 2019 | We Summon the Darkness | Ivan       | Đồng sản xuất |

### Phim truyền hình
| Năm  | Tựa phim       | Vai diễn | Ghi chú                        |
| ---- | -------------- | -------- | ------------------------------ |
| 2017 | Embeds         | Colin    | 2 phần                         |
| 2017 | Still the King | Tyler    | Phần phim: "Showcase Showdown" |

### Video âm nhạc
| Năm  | MV tham gia                       | Nghệ sĩ      | Vai diễn | Nguồn  |
| ---- | --------------------------------- | ------------ | -------- | ------ |
| 2009 | "The Best Day"                    | Taylor Swift | Tự đóng  | [ 9 ]  |
| 2019 | "Christmas Tree Farm"             | Taylor Swift | Tự đóng  | [ 10 ] |
| 2021 | "The Best Day (Taylor's Version)" | Taylor Swift | Tự đóng  | [ 9 ]  |

Sản xuất
| Năm  | MV tham gia                | Tham gia cùng                   | Ghi chú                   | Nguồn  |
| ---- | -------------------------- | ------------------------------- | ------------------------- | ------ |
| 2021 | "I Bet You Think About Me" | Taylor Swift và Chris Stapleton | Đạo diễn bởi Blake Lively | [ 11 ] |